# Köves Miklós
Köves Miklós (Budaörs, 1949. január 25. –) magyar dobos.

## Élete
Fiatalkorában már játszott amatőr zenekarokban. 1969-től a rövid életű Sakk-matt dobosa. Ezután a Nautilus-szal zenélt. A Konzervatóriumban 1970-ben végzett. 1971 és 1974 között a Non-stopban dobolt. Itt ismerte meg Lévay Tibort és Závodi Jánost, akikkel közösen létrehozta a Piramist. 1975-ben Lévayt Révész Sándor váltotta fel. 1982-ben feloszlottak. A 2000-es évek első évtizedétől újra elkezdték a koncertezést, új felállással: Závodi - Köves - Gallai - Vörös Gábor - Nyemcsók János (Csoki) - Vilmányi Gábor tagokkal, majd 2019.-ben Gallai Péter halála után Nyemcsók Bence folytatta a billentyűknél.

## Díjai
- Fonogram Életműdíj (2022) /megosztva Piramis tagjaival/